# Amico a Prova
Amico a Prova (Freund der Erprobung) war ein österreichisches Passagierschiff, das auf dem Gardasee verkehrte. Seine Schaufelräder wurden von acht im Kreis laufenden Pferden angetrieben. In jüngeren Quellen wird das Schiff Amico a Prora (Freund des Vorschiffs) genannt, nach der in Form eines Matrosen angebrachten Galionsfigur unter dem Bugspriet.

## Geschichte
Die Società Milanese per la Navigazione a Vapore nei Laghi del Regno Lombardo Veneto (Mailänder Gesellschaft für die Dampfschifffahrt auf den Seen des Königreichs Lombardo-Venetien), eine von Mailänder Bankiers gegründete Gesellschaft, erhielt von den österreichischen Behörden 1824 das Privileg, für 15 Jahre als einzige Gesellschaft Dampfschiffe auf dem Gardasee zu betreiben. Im September 1827 nahm daraufhin der erste Raddampfer Arciduca Ranieri seinen Dienst auf. Das neue Verkehrsmittel wurde schnell von der Bevölkerung angenommen und war ein voller Erfolg. Es gab jedoch auch Menschen, die, durch Berichte von Kesselexplosionen verunsichert, der Dampfschifffahrt kritisch gegenüberstanden. Giacomo Montagni, ein Geschäftsmann aus Riva, spielte deshalb mit dem Gedanken, ein Radschiff zu bauen, das mit der Kraft von Pferden angetrieben werden sollte. So konnte er schließlich auch das Privileg des Mailänder Unternehmens umgehen. Er erklärte auch, mit seinem Antriebskonzept teuren Brennstoff sparen zu wollen.
Montagni suchte nach einem Ingenieur, der einen entsprechenden Antrieb für sein Schiff konstruieren sollte. Nachdem die Suche erfolglos geblieben war, wandte er sich an den Mechaniker Pietro Floriani aus Riva. Zusammen mit diesem entwickelte er einen eigenen Antrieb aus geschmiedeten und gegossenen Eisenteilen. Die Kraft eines Göpelwerks, das von acht im Kreis laufenden Pferden angetrieben wurde, wurde mittels Getriebe mit Zahnrädern und Ledertreibriemen auf zwei außenliegende Schaufelräder übertragen. Es war auch möglich, die Schaufelräder rückwärts laufen zu lassen. Die Höhe und somit die Eintauchtiefe der Schaufelräder konnte je nach Tiefgang variiert werden. Wegen des Göpelantriebs wurde das Schiff von der Bevölkerung auch scherzhaft Manubrio („Lenkstange“) genannt. Zusätzlich zu diesem Antrieb verfügte das Schiff mit hölzernem Rumpf auch über zwei Masten, so dass die Pferde nur bei ungünstigen Windbedingungen zum Einsatz kamen. Es hatte eine Tragfähigkeit von 100 t und erreichte durch die Schaufelräder eine Geschwindigkeit von knapp 5 Knoten. Zur zehnköpfigen Besatzung des 25,60 m langen und bis zu 9,64 m breiten Schiffes gehörte auch ein Stallbursche, der sich um die acht Pferde zu kümmern hatte. In Anspielung auf die angebliche Sicherheit, weil das Schiff über keinen Dampfkessel und keine Feuerung verfügte, trug die Amico a Prova am Heck oder auf dem höchsten Mast eine Fahne mit der Aufschrift „La Sicurezza“ („Die Sicherheit“).
Erste Tests mit dem neuen Schiff erfolgten Anfang Januar 1830. Die Jungfernfahrt führte am 25. Januar 1830 von Torbole über Riva nach Desenzano und dauerte mit Gegenwind 11,5 Stunden. Am folgenden Tag wurde das Schiff mit 1500 Centenajo, also etwa 50 t, Fracht beladen. Nachdem man am 27. Januar noch über 100 Passagiere an Bord genommen hatte, trat man um 8 Uhr morgens die Rückreise an und erreichte unter Segeln um 16 Uhr Riva. Das Schiff weckte auch das Interesse von Erzherzog Rainer, der mit seiner Frau auf dem Weg von Mailand nach Venedig am 22. April 1830 in Desenzano Station machte, um sich das Schiff genauer anzusehen.
Der Erfolg der Amico a Prova veranlasste die Konkurrenz zum Bau eines leistungsstärkeren Raddampfers, zumal die Arciduca Ranieri auch mit technischen Problemen zu kämpfen hatte. Nach der Indienststellung der Arciduca Ranieri II 1832 konnte sich die Amico a Prova noch bis 1839 gegenüber der kostengünstigeren Konkurrenz behaupten. Noch im gleichen Jahr wurde sie schließlich abgebrochen.